# 邱家镇
邱家镇，是中华人民共和国四川省巴中市平昌县下辖的一个乡镇级行政单位。2020年5月，撤销鹿鸣镇，将原鹿鸣镇和原澌滩镇雪山村、河溪村1组所属行政区域划归邱家镇管辖。

## 行政区划
邱家镇下辖以下地区：
邱家社区、川坪村、万兴村、老龙村、三尖村、漏明村、飞龙村、寨山村、凉风村和柏院村。